# Antonio Seguí

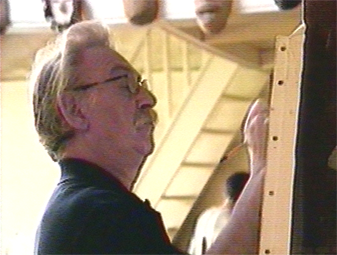
Antonio Seguí

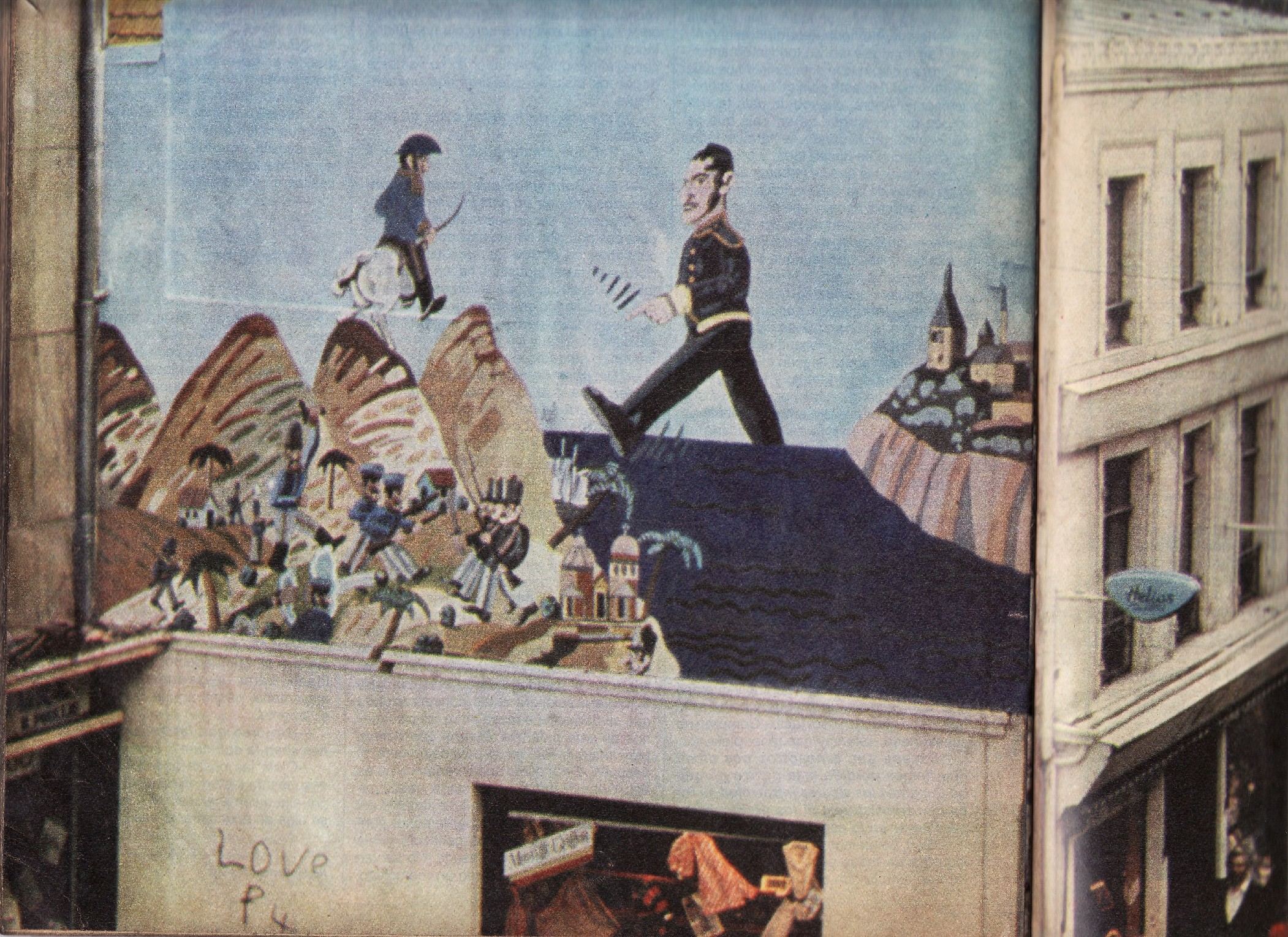
Wandbild in Boulogne-sur-Mer, Frankreich

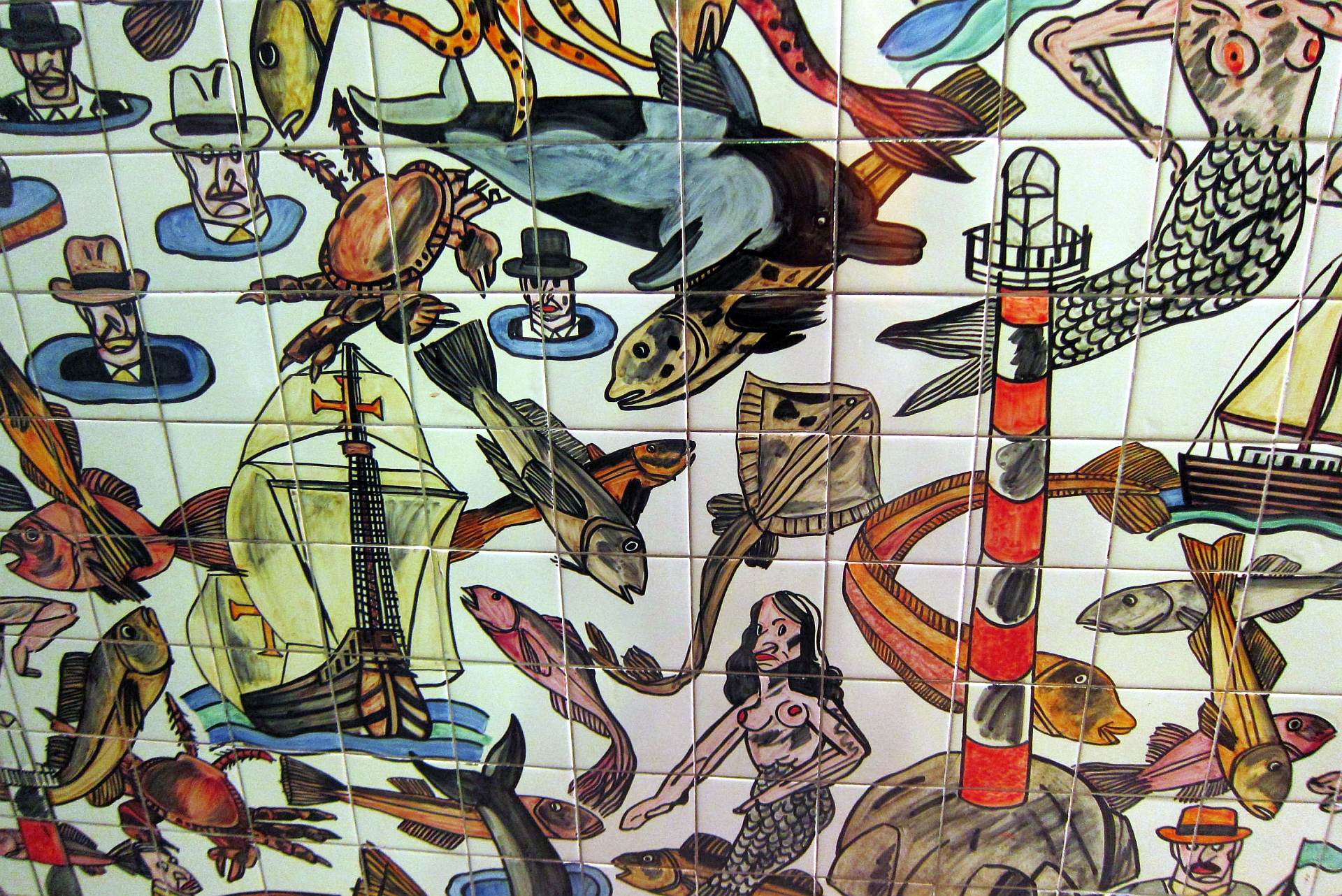
Details eines Wandbildes im U-Bahnhof Oriente (Lissabon)

Antonio Seguí [se'ɣi] (* 11. Januar 1934 in Córdoba; † 26. Februar 2022 in Buenos Aires) war ein argentinischer Maler und Grafiker.

## Leben
Seguí stammte aus einer Familie der Mittelschicht und hatte drei jüngere Geschwister. Er durchreiste zwischen 1951 und 1954 Europa und Afrika. An der Real Academia de Bellas Artes de San Fernando in Madrid und an der École nationale supérieure des beaux-arts de Paris assistierte er als Student und erlernte dadurch die Malerei und Bildhauerei. Nach der Rückkehr in seine Heimatstadt schrieb er als Redaktionsmitglied Artikel für die Zeitschrift Orientación. 1957 folgte die erste Einzelausstellung in Argentinien. Er durchreiste Süd- und Mittelamerika und erlernte in Mexiko das Grafikkunsthandwerk. 1961 kehrte er wieder nach Argentinien zurück und ging 1963 nach Paris, wo er lange arbeitete und lebte. Er stellte seine Werke bereits in vielzähligen Einzel- und Gruppenausstellung einem internationalen Publikum vor.

## Ehrungen
Segui wurde mehrfach ausgezeichnet und geehrt. Er war assoziiertes Mitglied der Académie royale des Sciences, des Lettres et des Beaux-Arts de Belgique.
- 1967 erhielt er den Kunstpreis der Stadt Darmstadt.